# Апальков, Эдуард Иванович
Эдуа́рд Ива́нович Апалько́в (род. 30 января 1970) — советский и российский футболист, защитник.

## Биография
Начал заниматься футболом в школе ставропольского «Динамо». За первую команду он дебютировал в 1988 году, проведя в том сезоне три матча в Первой лиге СССР. Затем он перешёл в «Сигнал Изобильный», за который провёл два сезона во Второй низшей лиге. В 1992 году он вернулся в «Динамо Ставрополь», с которым дебютировал в чемпионате России. Апальков провалил начало сезона, выиграв только два матча из 12, где он выходил на поле. Новый тренер клуба, Александр Ирхин не нашёл ему места в команде и отправил его в кисловодский «Асмарал».
Позже Апальков отправился за границу. Сначала он провёл два сезона в польских клубах «Польгер» и «Стилон», затем переехал на Фарерские острова, где играл за «Б36 Торсхавн». В 1994 году Апалькин подписал контракт с «Бобруйском», после вылета последнего из Высшей лиги Белоруссии перешёл в другой бобруйский клуб, «Белшина». В «Белшине» был основным игроком команды и провёл за неё 48 матчей за два сезона. В 1997 году он вернулся в Россию, где провёл два сезона в шпаковском «Витязе», затем пытался вернуться в «Сигнал», а в 2001 году завершил карьеру, будучи игроком «Торпедо» Армавир.